# Hällsjön (Borgsjö socken, Medelpad, 694856-151347)
Hällsjön är en sjö i Ånge kommun i Medelpad och ingår i Ljungans huvudavrinningsområde. Sjön har en area på 0,783 kvadratkilometer och ligger 353 meter över havet. Sjön avvattnas av vattendraget Stumån.

## Delavrinningsområde
Hällsjön ingår i det delavrinningsområde (694913-151448) som SMHI kallar för Utloppet av Hällsjön. Medelhöjden är 386 meter över havet och ytan är 7,84 kvadratkilometer. Räknas de 2 avrinningsområdena uppströms in blir den ackumulerade arean 10,9 kvadratkilometer. Stumån som avvattnar avrinningsområdet har biflödesordning 3, vilket innebär att vattnet flödar genom totalt 3 vattendrag innan det når havet efter 105 kilometer. Avrinningsområdet består mestadels av skog (90 procent). Avrinningsområdet har 0,78 kvadratkilometer vattenytor vilket ger det en sjöprocent på 10 procent.